# Ratpenat nasofoliat d'Aba
El ratpenat nasofoliat d'Aba (Hipposideros abae) és una espècie de ratpenat de la família dels hiposidèrids que habita a Burkina Faso, el Camerun, República Centreafricana, Congo, Costa d'Ivori, Ghana, República de Guinea, Guinea Bissau, Libèria, Nigèria, Sierra Leone, el Sudan, Togo i Uganda en la zona de la sabana de Guinea que s'estén cap al sud fins a la sabana derivada i les zones de selva tropical destruïda. No hi ha cap amenaça significativa per a la supervivència d'aquesta espècie, tot i que s'han aprofitat de la tala de boscos per mudar-se a terres anteriorment repoblades.